# Zamostié (oblast de Koursk)
Zamostié (en russe : Замостье) est une sloboda du selsoviet de Zamostié du raïon de Soudja dans l'oblast de Koursk, en Russie. Sa population s'élevait à 2 269 habitants au recensement de 2021.

## Géographie
La sloboda de Zamostié se situe dans l'oblast de Koursk, un oblast de la partie européenne de la Russie. La sloboda fait partie du raïon de Soudja, avec Soudja comme centre administratif. Il se trouve dans le selsoviet de Zamostié, une municipalité dont il est le chef-lieu.

## Démographie
Recensements (*) et estimations de la population :
| 2002 * | 2010* | 2021* | - |
| ------ | ----- | ----- | - |
| 2 163  | 2 114 | 2 269 | - |